# パブリックイメージ
パブリックイメージ (public image) とは、広く一般に認識されているイメージを指す。

## 概要
対象は事象、人を含む。都市、建築などの空間にもあてはまり、別として都市名から想起される一般的なイメージでパリ、ミラノはお晒落な町、ニューヨーク、東京は近代的な町など、空間認知がなされている。